# Göran Hultin
Göran Hultin, född 15 maj 1897, död 12 september 1949, var en svensk friidrottare (häcklöpning). Han tävlade för klubben IFK Gävle.
Han tävlade för IFK Gävle och vann år 1919 SM-guld på 110 meter och 400 meter häck. Vid OS 1920 i Antwerpen slogs han ut i semifinal på 110 meter häck.
Hultin, som var juris kandidat, var ordförande i Idrottsföreningen Thor i Uppsala 1926–1928, i Gästriklands idrottsförbund 1932–1939 och i Gävle-Dala travsällskap 1935–1939 samt ledamot av Riksidrottsförbundets överstyrelse 1938 och 1939 och i Svenska Idrottsförbundets styrelse 1936–1939.